# Вальда
Вальда (итал. Valda) — упраздённая коммуна в Италии, расположена в автономной области Трентино-Альто-Адидже, подчиняется административному центру Тренто. Ныне является фракцией коммуны Альтавалле.
Население коммуны, на 31.12.2015 года, составляло 217 человек, плотность населения — 35,36 чел./км². Коммуна занимала площадь 6,14 км². 
Почтовый индекс — 38030. Телефонный код — 0461.
Покровителем коммуны почитается святой апостол Павел, празднование 25 января.

## История
Муниципалитет Вальда был упразднён 1 января 2016 года, с целью создания новой коммуны Альтавалле. Она была создана путём объединения коммуны Вальда с соседними муниципалитетами Фавер, Грауно и Грумес. 

## Демография
Динамика населения:

## Администрация коммуны
Главой коммуны является мэр Маттео Паолацци, с 22 сентября 2020 года.